# Cerveza de Irlanda del Norte
La cerveza en Irlanda del Norte ha sido influenciada por la inmigración, especialmente desde Escocia y los hábitos de consumo de alcohol en Irlanda hasta la partición de Irlanda. El consumo de whisky siempre fue una tradición, ya que Guinness de Dublín tuvo una gran influencia en el estilo de cerveza consumida en los siglos XIX y XX. Las tradiciones cerveceras casi dejaron de existir cuando las cervecerías más pequeñas cerraron, o fueron adquiridas, y luego las grandes cervecerías cerraron sus instalaciones. La Campaña por el Real Ale (CAMRA) se fundó en 1971, pero pasaron diez años antes de que la primera cervecería nueva, Hilden Brewing, abriera sus puertas. La industria se ha salvado gracias al reciente auge de las microcervecerías.

## Historia

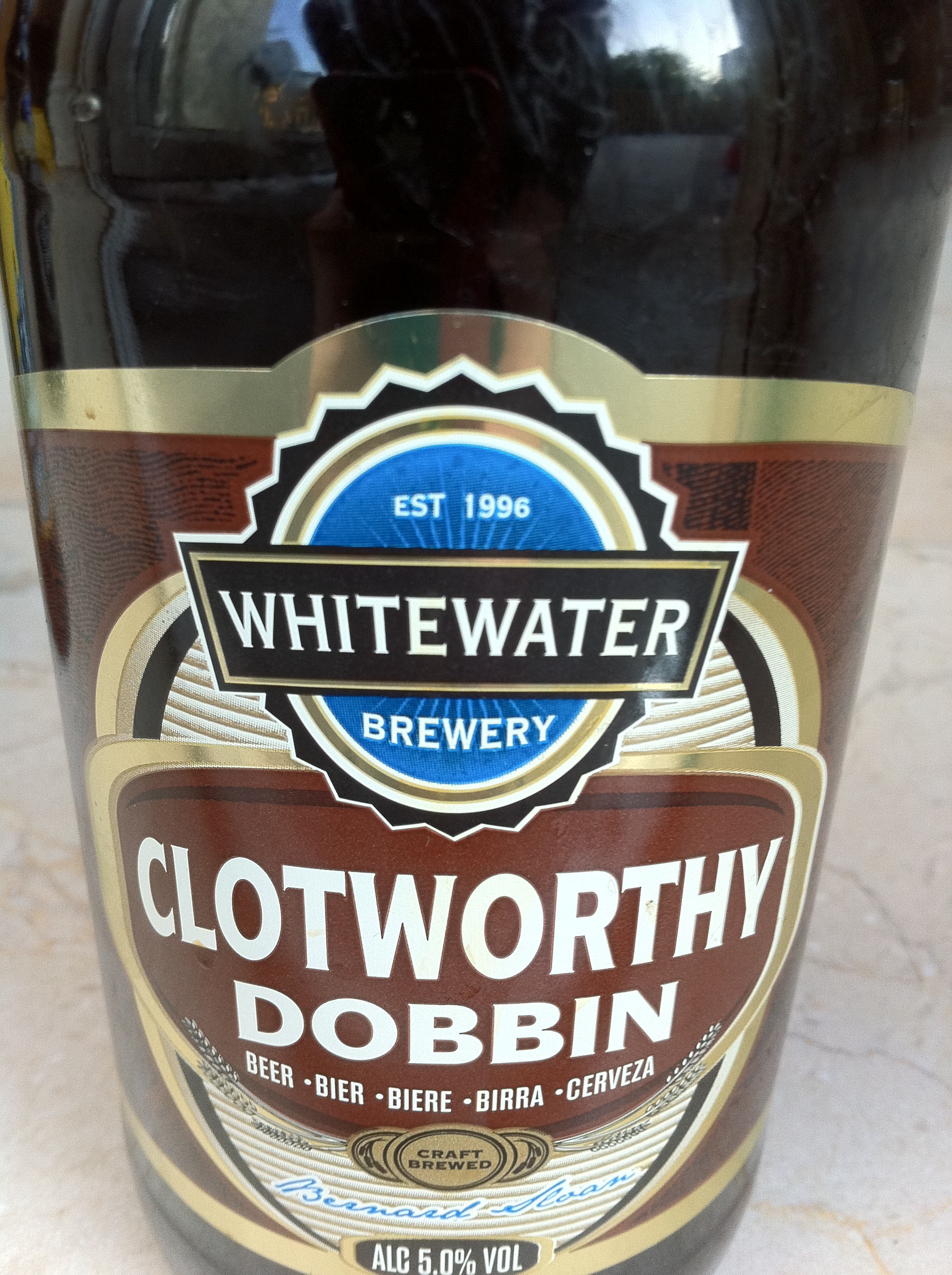
Whitewater - Clotworthy Dobbin

Es casi seguro que la tradición celta de la elaboración de cerveza existió en Irlanda antes del año 1000 aC con cebada. El emperador romano Juliano, en un poema de 1.600 años, describió correctamente la cerveza celta como "huele a cabrito". Históricamente, Irlanda producía cerveza sin el uso de lúpulo, ya que la planta no es originaria de Irlanda, lo que llevó al siglo XVIII a importar cantidades de lúpulo de Inglaterra.
Durante el siglo XVIII, el parlamento irlandés utilizó los impuestos para alentar la elaboración de cerveza a expensas de la destilación, razonando que la cerveza era menos nociva que el whisky. En la década de 1760 se fabricaban anualmente alrededor de 600 000 barriles de cerveza en Irlanda. En la década de 1760, la Royal Dublin Society ofreció premios a los cerveceros que utilizaban la mayoría de los lúpulos irlandeses y los que producían más Porter.
Durante el período de entreguerras en Irlanda del Norte, "muchos bebedores preferían el whisky a la cerveza". La fábrica de cerveza Caffrey's Ulster, establecida en Belfast en 1897 y adquirida por Bass en 1974, se cerró en 2004, lo que puso fin a la gran compañía cervecera en Irlanda del Norte. El tipo stout es la cerveza preferida en Irlanda del Norte, seguidas de lager y bitter como tercera preferencia distante. Guinness, elaborada en Dublín sigue siendo una cerveza sólida popular en Irlanda del Norte.
Hilden Brewing Company afirma ser la microcervecería más antigua de Irlanda, fundada en 1981. En 2007, una cerveza producida por Whitewater Brewing Company fue considerada una de las mejores 50 cervezas del mundo. El número de microcervecerías en Irlanda del Norte ha aumentado significativamente en los últimos años, de 5 en 2012 a 30 en 2017.

## Cerveceras norirlandesas
| Cervecería                    | Ciudad        | Condado            | Wikipedia            | Sitio web                                                               | FB                                          | Fundación | Contrato              |
| ----------------------------- | ------------- | ------------------ | -------------------- | ----------------------------------------------------------------------- | ------------------------------------------- | --------- | --------------------- |
| Ards Brewing                  | Newtownards   | County Down        |                      |                                                                         | Ards                                        | 2011      |                       |
| Barrahooley Brewery           | Martinstown   | County Antrim      |                      |                                                                         | Barrahooley                                 | 2014      |                       |
| Black Mountain Brewery        | Lisburn       | County Antrim      |                      | Black Mountain                                                          |                                             | 2016      |                       |
| Boundary Brewing              | Belfast       | County Antrim      |                      | Boundary                                                                | Boundary                                    | 2015      |                       |
| Brewbot Belfast               | Belfast       | County Antrim      |                      |                                                                         | Brewbot                                     | 2015      |                       |
| Bullhouse Brewing             | Newtownards   | County Down        |                      | Bullhouse                                                               | Bullhouse                                   | 2015      |                       |
| Clanconnel Brewing            | Craigavon     | County Armagh      |                      |                                                                         | Clanconnel                                  | 2008      | Rye River, Co Kildare |
| Clearsky Brewery              | Dungannon     | County Tyrone      |                      |                                                                         | Clearsky                                    | 2013      | Hilden                |
| Cloughmore Brewing            | Rostrevor     | County Down        |                      |                                                                         | Cloughmore                                  | 2014      | Whitewater            |
| Dopey Dick Brewing            | Derry         | County Londonderry |                      |                                                                         |                                             | 2016      |                       |
| Farmageddon Brewing           | Comber        | County Down        |                      | Farmageddon                                                             | Farmageddon                                 | 2013      |                       |
| Glens of Antrim Ale           | Ballycastle   | County Antrim      |                      |                                                                         | Glens                                       | 2014      |                       |
| Heaney Farmhouse Brewing      | Bellaghy      | County Londonderry |                      |                                                                         |                                             | 2016      | Limitada              |
| Hercules Brewing              | Belfast       | County Antrim      |                      | Hercules                                                                |                                             | 2014      |                       |
| Hilden Brewing                | Lisburn       | County Antrim      |                      | Hilden                                                                  | Hilden                                      | 1981      |                       |
| Hillstown Brewery             | Randalstown   | County Antrim      |                      | Hillstown Archivado el 29 de septiembre de 2017 en Wayback Machine.     | Hillstown                                   | 2014      |                       |
| Inishmacsaint Brewery         | Derrygonnelly | County Fermanagh   |                      |                                                                         | Inishmacsaint                               | 2009      |                       |
| Knockout Brewing              | Belfast       | County Antrim      |                      |                                                                         | Knockout                                    | 2015      |                       |
| Lacada Brewery                | Portrush      | County Antrim      |                      | Lacada                                                                  | Lacada                                      | 2015      |                       |
| Mourne Mountains              | Warrenpoint   | County Down        |                      | Mourne Mountains                                                        | Mourne                                      | 2015      |                       |
| Night Cap Beer                | Belfast       | County Antrim      |                      | Night Cap Beer Archivado el 16 de noviembre de 2017 en Wayback Machine. | Gallopers                                   | 2015      | Sadlers, Stourbridge  |
| Northbound Brewery            | Derry         | County Londonderry |                      |                                                                         | Northbound                                  | 2015      |                       |
| O’Connor Craft Beer           | Derry         | County Londonderry |                      |                                                                         | O’Connor                                    | 2015      |                       |
| Pokertree Brewing             | Carrickmore   | County Tyrone      |                      | Pokertree                                                               | Pokertree                                   | 2013      |                       |
| Red Hand Brewing              | Dungannon     | County Tyrone      |                      |                                                                         | Red Hand                                    | 2013      |                       |
| Sheelin Brewery               | Enniskillen   | County Fermanagh   |                      | Sheelin                                                                 | Sheelin                                     | 2013      |                       |
| Station Works Brewery         | Newry         | County Down        |                      | Station Works                                                           |                                             | 2013      |                       |
| Walled City Brewery           | Derry         | County Londonderry |                      | Walled City                                                             | Walled City                                 | 2015      |                       |
| When We Are Giants/Sailortown | Belfast       | County Antrim      |                      |                                                                         |                                             | 2015      | Carrig, Co Leitrim    |
| Whitewater Brewery.           | Kilkeel       | County Down        | Whitewater Brewery   | Whitewater                                                              | Whitewater                                  | 1996      |                       |
| Beer Hut Brewing Co..         | Kilkeel       | County Down        | Beer Hut Brewing co. | Beer Hut Brewing Co.                                                    | [https://en-gb.facebook.com/beerhutbrewing/ | 2017      |                       |